# Torreta de Montsià
La Torreta del Montsià una muntanya de 763 metres, punt més elevat del massís del Montsià.
Aquest cim està inclòs al llistat dels 100 cims de la FEEC. 
Administrativament la Torreta es troba entre els municipis d'Alcanar i Ulldecona, a la comarca del Montsià.
Al cim podem trobar-hi un vèrtex geodèsic (referència 250163001) i unes antenes abandonades.
Les seves aigües són recollides pels barrancs del Codonyol i del Llop pel vessant marítim i de Marcel·lina pel vessant interior.